# Meenad
Meenad es una ciudad censal situada en el distrito de Kollam en el estado de Kerala (India). Su población es de 29716 habitantes (2011). Se encuentra a 13 km de Kollam y a 54 km de Trivandrum.

## Demografía
Según el censo de 2011 la población de Meenad era de 29716 habitantes, de los cuales 13785 eran hombres y 15931 eran mujeres. Meenad tiene una tasa media de alfabetización del 94,80%, superior a la media estatal del 94%: la alfabetización masculina es del 96,47%, y la alfabetización femenina del 93,38%.